# 圣母升天共主教座堂 (奥帕瓦)
圣母升天共主教座堂 或奥帕瓦主教座堂是一座宏伟的罗马天主教教堂，哥特式风格，位于捷克共和国的奥帕瓦市中心。
据信，它的建造始于捷克国王普熱米斯爾·奧托卡一世统治时期（1198-1230年）。奥帕瓦圣母升天堂的建立与条顿骑士团有关。这座教堂的建造可能在1204年后不久开始。关于早期罗马式教堂的细节尚不清楚。但1237年5月12日国王瓦茨拉夫一世的信中已经提到了奥帕瓦的教区长。普热米斯尔·奥托卡二世去世后，教堂的建设停止。在他的私生子米庫拉斯一世归来后，教堂又恢复建造。教堂由红砖砌筑，有三个中殿和两座钟楼，为十四世纪哥特式风格。它的南塔高102米（比布拉格城堡塔楼还高几米），仍然是西里西亚最高的教堂钟楼。 此后，教堂又进行了一些巴洛克式和新哥特式的翻修。在1689年和1759年遭受火灾，在第二次世界大战期间经受住了苏联红军的猛烈炮击，都幸存下来。直到今天，这座教堂仍然是奥帕瓦最大最壮观的建筑之一。1995年，该建筑公布为捷克共和国的国家文物古迹。自1996年以来，该堂是天主教俄斯特拉發-奧帕瓦教區的第二主教座堂（称为“共主教座堂”）。

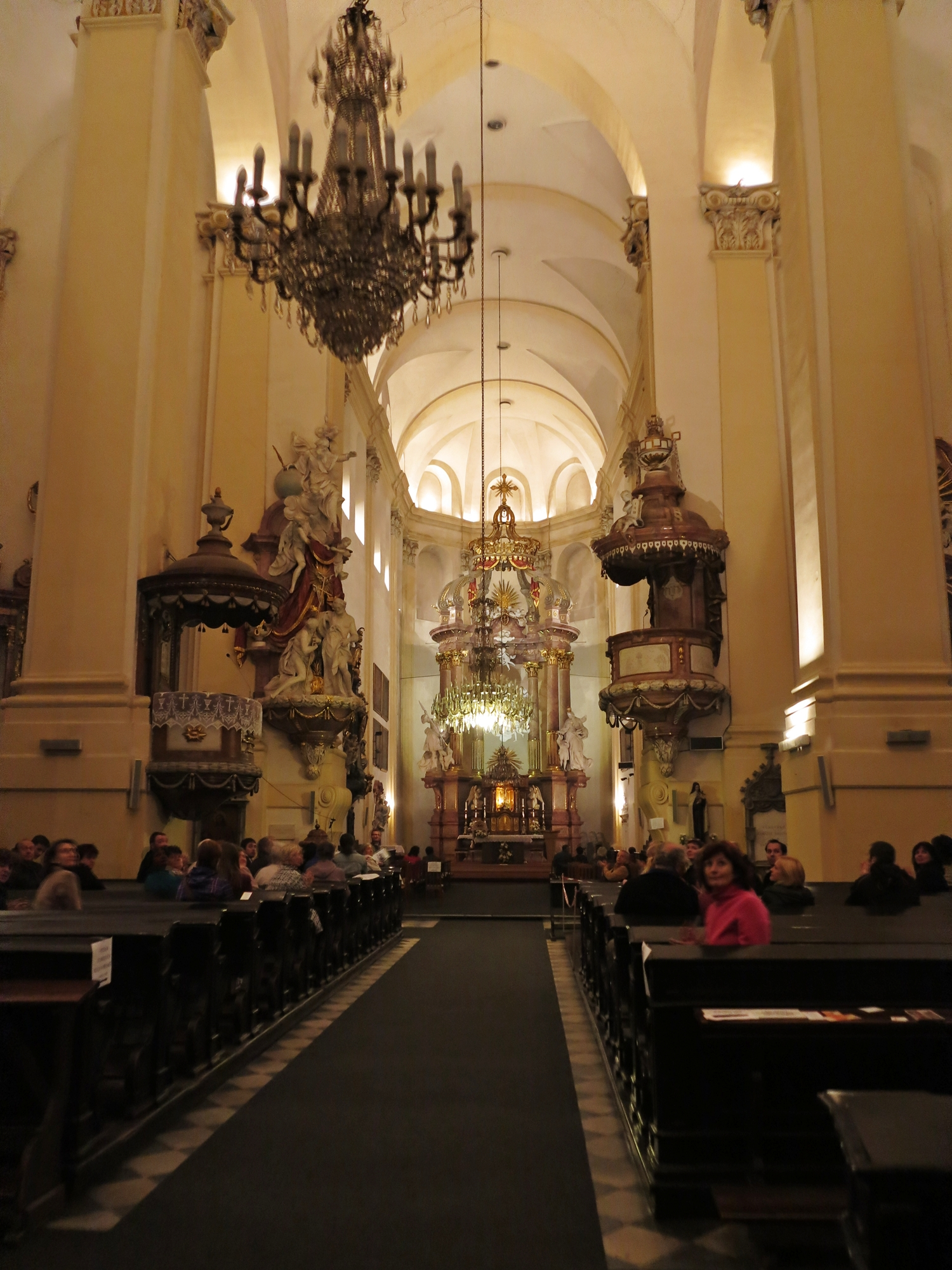
内部